# Pastorale 1943
Pastorale 1943 is een Nederlandse oorlogsfilm uit 1978 van regisseur Wim Verstappen, gebaseerd op de gelijknamige roman uit 1948 van Simon Vestdijk.

## Verhaal
De film gaat over de belevenissen van een groepje burgers uit een dorp in de Betuwe tijdens de Tweede Wereldoorlog. Centrale figuur in de film is Johan Schultz. Hij is leraar Duits aan de HBS en daarnaast actief in het verzet. Hij komt uit Duitsland, maar voelt zich onderhand Nederlander. Samen met Van Dale, een ingenieur, vormt hij een verzetsgroep. Schultz regelt het onderduikadres voor een vriend, de Joodse Arie Cohen Kaz, bij de boerenfamilie Bovenkamp.
Een knappe vrouw vraagt aan Van Dale of hij een onderduikadres weet voor jongens die aan de Arbeitseinsatz in Duitsland willen ontkomen. Van Dale zegt dat hij zal kijken wat hij kan doen. Vlak daarna wordt hij door de Sicherheitsdienst gearresteerd. Hij wordt zwaar onder druk gezet, maar vertelt niets over zijn verzetsorganisatie. Hierop besluiten de Duitsers hem weer vrij te laten.
In het Betuwse dorp is ook een tweede verzetsgroep actief, bestaande uit de pianostemmer Eskens, de bloemenkweker, de restauranthouder, en de directeur van het distributiekantoor Mertens. Deze verzetsgroep besluit het distributiekantoor te overvallen. De plaatselijke drogist Henri Poerstamper, lid van de NSB, herkent Mertens als een van de overvallers, en besluit hem aan te geven bij de Sicherheitsdienst. Eskens hoort hoe Poerstamper de bezetters inlicht als hij een piano stemt in het gebouw van de SD, en brengt Mertens in veiligheid. Mertens duikt ook onder bij de boerenfamilie Bovenkamp.
Miep Algera, de lerares Engels en collega van Schultz, wordt door haar omgeving gezien als 'fout'. Zij heeft een relatie met een Duitse officier. Later blijkt dat zij dapper verzetswerk heeft gedaan. De relatie had tot doel om informatie los te peuteren over militaire aangelegenheden, van belang voor de ondergrondse. Zij wordt opgepakt door de Sicherheitsdienst.
De dochter van de familie Bovenkamp, Marie, heeft een relatie met een van de onderduikers. Deze relatie gaat uit, wanneer Marie het aanlegt met de oudste zoon Kees van de NSB-drogist. Al snel blijkt Marie zwanger. De andere onderduikers pesten Marie om haar relatie met de foute Poerstamper. Als reactie vertelt zij aan Henri Poerstamper dat haar vader onderduikers heeft. Henri Poerstamper besluit de onderduikerij niet te verraden, uit angst voor represailles van het verzet. Hij belooft aan Marie dat er niets met de boerderij zal gebeuren.
De jonge onderduiker, die inmiddels geen relatie meer heeft met Marie, verlaat de boerderij en meldt zich voor de Arbeitseinsatz. Hierbij verraadt hij ook zijn vroegere onderduikadres. De familie Bovenkamp en de onderduikers worden opgepakt. Eén onderduiker probeert te vluchten, en wordt ter plekke neergeschoten. De boerderij wordt in brand gestoken.
Naar aanleiding van het verraad zoeken de twee verzetsgroepen contact. Schultz komt op voor zijn vriend Cohen Kaz; de andere groep voor Mertens. Aangezien Marie vlak voordat ze werd afgevoerd heeft geroepen dat Poerstamper haar had beloofd dat haar ouders en de boerderij ongemoeid zouden worden gelaten, besluiten de verzetsmensen dat Poerstamper de verrader is en dus geliquideerd moet worden. Ze besluiten de liquidatie zelf uit te voeren. Henri Poerstamper wordt omgelegd, zij het na een vergaand amateurisme pas in tweede instantie. Als represaille executeren de Duitsers vier gijzelaars.
Een knappe vrouw vraagt aan Schultz of hij nog een onderduikadres weet. Schultz vertrouwt haar niet en neemt contact op met Van Dale. Het moet dezelfde vrouw geweest zijn die Van Dale verraden heeft. Deze vrouw heet Mies Evertse; zij maakt avances naar Johan Schultz. Schultz wijst deze avances af. Hij geeft aan dat hij impotent is zolang Nederland bezet is. Hierop besluit Evertse hem te verraden aan de Sicherheitsdienst. Schultz wordt gevangengezet in het Oranjehotel in Scheveningen. Door tussenkomst van zijn broer, de SS-officier August Schultz, komt Johan weer vrij.

## Rolverdeling
| Acteur                    | Personage         | Omschrijving                                                |
| ------------------------- | ----------------- | ----------------------------------------------------------- |
| Frederik de Groot         | Johan Schultz     | leraar Duits aan de HBS                                     |
| Renée Soutendijk          | Marie Bovenkamp   | dochter van de familie Bovenkamp, die onderduikers verbergt |
| Hein Boele                | Arie Cohen Kaz    | Joodse onderduiker                                          |
| Sylvia Kristel            | Miep Algera       | lerares Engels aan de HBS                                   |
| Rutger Hauer              | August Schultz    | broer van Johan, SS-officier                                |
| Bernhard Droog            | Henri Poerstamper | drogist, NSB’er                                             |
| Dick van den Toorn        | Piet Poerstamper  | jongste zoon van Henri                                      |
| Peter Römer               | Kees Poerstamper  | oudste zoon van Henri                                       |
| Femke Boersma             |                   | Poerstampers vrouw                                          |
| Jaap van der Merwe        | boer Bovenkamp    |                                                             |
| Marijke Kleijn            |                   | verpleegster                                                |
| Liane Saalborn            | Juf Schölvink     | lerares                                                     |
| Geert de Jong             | Mies Evertse      | verraadster, werkend voor de Sicherheitsdienst              |
| Ingeborg Uyt den Boogaard | Juf               | lerares                                                     |
| Leen Jongewaard           | Eskens            | pianostemmer                                                |
| Paul Röttger              | Van Waveren       |                                                             |
| Pim Vosmaer               | Jan Intveld       |                                                             |
| Pieter Lutz               | Mertens           | directeur van het distributiekantoor                        |
| Coen Flink                | Hammer            | restauranthouder                                            |
| Sacco van der Made        | Ballegooyen       | bloemenkweker                                               |
| Jaap Stobbe               | Wim Uden          | medegevangene van Johan Schultz                             |
| Bram van der Vlugt        | Van Dale          | ingenieur                                                   |
| Gustaaf van den Heuvel    | Dick              |                                                             |
| Hertje Peeck              |                   | lerares                                                     |
| Michiel Drommel           |                   | staande SD-er                                               |
| Jan Wegter                |                   | zittende SD-er                                              |
| Wim Dröge                 |                   | Griekspoor                                                  |
| Diana Dobbelman           |                   | lerares                                                     |
| Wim Hogenkamp             |                   | SS-officier                                                 |
| Maarten Spanjer           |                   | jongeman in gevangenis                                      |
| Con Meijer                |                   | jongeman in gevangenis                                      |
| Onno Molenkamp            | Geert             |                                                             |
| Wim Wama                  |                   | veerman                                                     |

## Trivia
- Voor de film werden opnamen gemaakt in onder andere Doesburg (Roggestraat), Wijk bij Duurstede, Lienden, Driebergen (Kaapse bos / St. Helenaheuvel) (Kasteel Sterkenburg), Den Haag, Amsterdam en op station Goes (Stoomtrein Goes - Borsele).